# Bahnstrecke Crailsheim–Heilbronn
| |                                                                |                                           |                                           |
| Streckennummer (DB): | 4950 (Crailsheim–Stebbach)                                     |                                           |                                           |
| Kursbuchstrecke (DB): | 710.4 (Stadtbahn Heilbronn) 783 785 (SHA-Hessental–Crailsheim) |                                           |                                           |
| Kursbuchstrecke: | 323b (1946) 323(Crailsheim – Schwäbisch Hall-Hessental 1946)   |                                           |                                           |
| Streckenlänge: | 88,2 km                                                        |                                           |                                           |
| Spurweite: | 1435 mm (Normalspur)                                           |                                           |                                           |
| Streckenklasse: | D4                                                             |                                           |                                           |
| Stromsystem: | bis SHA-Hessental, ab Cappel: 15 kV 16,7 Hz ~                  |                                           |                                           |
| Maximale Neigung: | 10 ‰                                                           |                                           |                                           |
| Streckengeschwindigkeit: | 160 km/h                                                       |                                           |                                           |
| Zugbeeinflussung: | PZB                                                            |                                           |                                           |
| Zweigleisigkeit: | durchgehend                                                    |                                           |                                           |
| |                                                                |                                           |                                           |
| \| \| \| von Nürnberg \| \| \| \| \| von Königshofen \| \| \| \| 30,446 \| Crailsheim \| 409 m \| \| \| \| nach Goldshöfe \| \| \| \| 31,8+182,431,9+80,0 \| Kilometrierungssprung (Überlänge 2,40 m) \| Kilometrierungssprung (Überlänge 2,40 m) \| \| \| 32,225 \| Crailsheim Flügelau (Awanst) \| Crailsheim Flügelau (Awanst) \| \| \| 36,200 \| Maulach \| 432 m \| \| \| 40,824 \| Eckartshausen-Ilshofen \| 435 m \| \| \| 42,300 \| Gaugshausen \| 430 m \| \| \| 44,680 \| Großaltdorf \| 412 m \| \| \| 47,900 \| Vellberg \| 381 m \| \| \| \| Bühler \| \| \| \| 51,885 \| Sulzdorf \| 383 m \| \| \| 57,667 \| Schwäbisch Hall-Hessental \| 371 m \| \| \| \| nach Waiblingen \| \| \| \| 58,699 \| Hessentaler Tunnel (144 m) \| Hessentaler Tunnel (144 m) \| \| \| 59,900 \| Michelbach (Bilz) \| 351 m \| \| \| 62,210 \| Tullauer Tunnel (129 m) \| Tullauer Tunnel (129 m) \| \| \| \| Kocher \| \| \| \| 64,734 \| Schwäbisch Hall \| 306 m \| \| \| 66,399 \| Haller Tunnel (72 m) \| Haller Tunnel (72 m) \| \| \| 66,495 \| Gottwollshauser Tunnel (287 m) \| Gottwollshauser Tunnel (287 m) \| \| \| 69,100 \| Wackershofener Tunnel (78 m) \| Wackershofener Tunnel (78 m) \| \| \| 69,706 \| Wackershofen Freilandmuseum \| Wackershofen Freilandmuseum \| \| \| 71,200 \| Gailenkirchen (Württ) \| 355 m \| \| \| \| Anschlussb. Muna Kupfer (1939–vor 1982) \| \| \| \| 75,680 \| Kupfer \| 365 m \| \| \| \| von Forchtenberg (bis 1995) \| \| \| \| 79,363 \| Waldenburg (Württ) \| 351 m \| \| \| 85,064 \| Neuenstein \| 298 m \| \| \| 90,080 \| Cappel (Bft) (seit Dez. 2005) \| 251 m \| \| \| 90,845 \| Öhringen Römerwall (Bft) (seit Dez. 2005) \| Öhringen Römerwall (Bft) (seit Dez. 2005) \| \| \| 91,876 \| Öhringen Hbf \| 235 m \| \| \| \| Ohrn \| \| \| \| 93,285 \| Öhringen West (seit Sept. 2006) \| 240 m \| \| \| 96,010 \| Bitzfeld (seit Dez. 2005) \| 233 m \| \| \| 97,853 \| Bretzfeld \| 225 m \| \| \| 99,200 \| Scheppach (seit Dez. 2005) \| 229 m \| \| \| 100,834 \| Wieslensdorf (seit Dez. 2005) \| 240 m \| \| \| 102,358 \| Eschenau (b Heilbronn) \| 234 m \| \| \| 104,257 \| Affaltrach \| 219 m \| \| \| 105,944 \| Willsbach \| 206 m \| \| \| 106,506 \| Sülzbach Schule (seit Dez. 2005) \| 203 m \| \| \| 107,399 \| Sülzbach \| 196 m \| \| \| \| Sulm \| \| \| \| 109,240 \| Ellhofen \| 189 m \| \| \| 110,040 \| Ellhofen Gewerbegebiet (seit Dez. 2006) \| 193 m \| \| \| 111,420 \| Weinsberg \| 193 m \| \| \| 112,513 \| Weinsberg West (seit März 2009) \| 197 m \| \| \| 113,032 \| Weinsberger Tunnel (891 m) \| Weinsberger Tunnel (891 m) \| \| \| 114,414 \| Heilbronn Trappensee (seit Dez. 2005) \| 186 m \| \| \| 114,797 \| Heilbronn Pfühlpark (Abzw) \| Heilbronn Pfühlpark (Abzw) \| \| \| \| Innenstadtstrecke der Stadtbahn Heilbronn \| \| \| \| \| von Marbach (bis 2000) \| \| \| \| 115,800 \| Heilbronn Pfühl (Abzw) \| Heilbronn Pfühl (Abzw) \| \| \| 116,130 \| Heilbronn Karlstor (bis 2003) \| Heilbronn Karlstor (bis 2003) \| \| \| \| von Würzburg \| \| \| \| \| Neckar \| \| \| \| 118,605 \| Heilbronn Hbf \| 158 m \| \| \| \| nach Stuttgart \| \| \| \| \| nach Grötzingen \| \| \| \| \| \| \| \| Quellen: [2][3][4][5] \| \| \| \| |                                                                |                                           |                                           |
| Strecke |                                                                | von Nürnberg                              | von Nürnberg                              |
| Abzweig geradeaus und von rechts |                                                                | von Königshofen                           | von Königshofen                           |
| Bahnhof | 30,446                                                         | Crailsheim                                | 409 m                                     |
| Abzweig geradeaus und nach links |                                                                | nach Goldshöfe                            | nach Goldshöfe                            |
| Kilometer-Wechsel | 31,8+182,431,9+80,0                                            | Kilometrierungssprung (Überlänge 2,40 m)  | Kilometrierungssprung (Überlänge 2,40 m)  |
| Blockstelle | 32,225                                                         | Crailsheim Flügelau (Awanst)              | Crailsheim Flügelau (Awanst)              |
| ehemaliger Bahnhof | 36,200                                                         | Maulach                                   | 432 m                                     |
| Haltepunkt / Haltestelle | 40,824                                                         | Eckartshausen-Ilshofen                    | 435 m                                     |
| ehemaliger Haltepunkt / Haltestelle | 42,300                                                         | Gaugshausen                               | 430 m                                     |
| ehemaliger Bahnhof | 44,680                                                         | Großaltdorf                               | 412 m                                     |
| ehemaliger Haltepunkt / Haltestelle | 47,900                                                         | Vellberg                                  | 381 m                                     |
| Brücke über Wasserlauf |                                                                | Bühler                                    | Bühler                                    |
| Dienststation / Betriebs- oder Güterbahnhof | 51,885                                                         | Sulzdorf                                  | 383 m                                     |
| Bahnhof | 57,667                                                         | Schwäbisch Hall-Hessental                 | 371 m                                     |
| Abzweig geradeaus und nach links |                                                                | nach Waiblingen                           | nach Waiblingen                           |
| Tunnel | 58,699                                                         | Hessentaler Tunnel (144 m)                | Hessentaler Tunnel (144 m)                |
| ehemaliger Haltepunkt / Haltestelle | 59,900                                                         | Michelbach (Bilz)                         | 351 m                                     |
| Tunnel | 62,210                                                         | Tullauer Tunnel (129 m)                   | Tullauer Tunnel (129 m)                   |
| Brücke über Wasserlauf |                                                                | Kocher                                    | Kocher                                    |
| Bahnhof | 64,734                                                         | Schwäbisch Hall                           | 306 m                                     |
| Tunnel | 66,399                                                         | Haller Tunnel (72 m)                      | Haller Tunnel (72 m)                      |
| Tunnel | 66,495                                                         | Gottwollshauser Tunnel (287 m)            | Gottwollshauser Tunnel (287 m)            |
| Strecke mit Straßenbrücke | 69,100                                                         | Wackershofener Tunnel (78 m)              | Wackershofener Tunnel (78 m)              |
| Haltepunkt / Haltestelle | 69,706                                                         | Wackershofen Freilandmuseum               | Wackershofen Freilandmuseum               |
| ehemaliger Bahnhof | 71,200                                                         | Gailenkirchen (Württ)                     | 355 m                                     |
| Abzweig geradeaus und ehemals von links |                                                                | Anschlussb. Muna Kupfer (1939–vor 1982)   | Anschlussb. Muna Kupfer (1939–vor 1982)   |
| ehemaliger Bahnhof | 75,680                                                         | Kupfer                                    | 365 m                                     |
| Abzweig geradeaus und ehemals von rechts |                                                                | von Forchtenberg (bis 1995)               | von Forchtenberg (bis 1995)               |
| Bahnhof | 79,363                                                         | Waldenburg (Württ)                        | 351 m                                     |
| Haltepunkt / Haltestelle | 85,064                                                         | Neuenstein                                | 298 m                                     |
| S-Bahnhof | 90,080                                                         | Cappel (Bft) (seit Dez. 2005)             | 251 m                                     |
| Dienststation / Betriebs- oder Güterbahnhof | 90,845                                                         | Öhringen Römerwall (Bft) (seit Dez. 2005) | Öhringen Römerwall (Bft) (seit Dez. 2005) |
| Bahnhof mit S-Bahn-Halt | 91,876                                                         | Öhringen Hbf                              | 235 m                                     |
| Brücke über Wasserlauf |                                                                | Ohrn                                      | Ohrn                                      |
| S-Bahn-Halt | 93,285                                                         | Öhringen West (seit Sept. 2006)           | 240 m                                     |
| S-Bahn-Halt | 96,010                                                         | Bitzfeld (seit Dez. 2005)                 | 233 m                                     |
| S-Bahn-Halt | 97,853                                                         | Bretzfeld                                 | 225 m                                     |
| S-Bahn-Halt | 99,200                                                         | Scheppach (seit Dez. 2005)                | 229 m                                     |
| S-Bahn-Halt | 100,834                                                        | Wieslensdorf (seit Dez. 2005)             | 240 m                                     |
| S-Bahnhof | 102,358                                                        | Eschenau (b Heilbronn)                    | 234 m                                     |
| S-Bahn-Halt | 104,257                                                        | Affaltrach                                | 219 m                                     |
| | 105,944                                                        | Willsbach                                 | 206 m                                     |
| S-Bahn-Halt | 106,506                                                        | Sülzbach Schule (seit Dez. 2005)          | 203 m                                     |
| S-Bahn-Halt | 107,399                                                        | Sülzbach                                  | 196 m                                     |
| Brücke über Wasserlauf |                                                                | Sulm                                      | Sulm                                      |
| S-Bahn-Halt | 109,240                                                        | Ellhofen                                  | 189 m                                     |
| S-Bahn-Halt | 110,040                                                        | Ellhofen Gewerbegebiet (seit Dez. 2006)   | 193 m                                     |
| Bahnhof mit S-Bahn-Halt | 111,420                                                        | Weinsberg                                 | 193 m                                     |
| S-Bahn-Halt | 112,513                                                        | Weinsberg West (seit März 2009)           | 197 m                                     |
| Tunnel | 113,032                                                        | Weinsberger Tunnel (891 m)                | Weinsberger Tunnel (891 m)                |
| S-Bahn-Halt | 114,414                                                        | Heilbronn Trappensee (seit Dez. 2005)     | 186 m                                     |
| Blockstelle | 114,797                                                        | Heilbronn Pfühlpark (Abzw)                | Heilbronn Pfühlpark (Abzw)                |
| Abzweig geradeaus und nach links |                                                                | Innenstadtstrecke der Stadtbahn Heilbronn | Innenstadtstrecke der Stadtbahn Heilbronn |
| Abzweig geradeaus und ehemals von links |                                                                | von Marbach (bis 2000)                    | von Marbach (bis 2000)                    |
| ehemalige Blockstelle | 115,800                                                        | Heilbronn Pfühl (Abzw)                    | Heilbronn Pfühl (Abzw)                    |
| ehemaliger Haltepunkt / Haltestelle | 116,130                                                        | Heilbronn Karlstor (bis 2003)             | Heilbronn Karlstor (bis 2003)             |
| Abzweig geradeaus und von rechts |                                                                | von Würzburg                              | von Würzburg                              |
| Brücke über Wasserlauf |                                                                | Neckar                                    | Neckar                                    |
| Bahnhof | 118,605                                                        | Heilbronn Hbf                             | 158 m                                     |
| Abzweig geradeaus und nach links |                                                                | nach Stuttgart                            | nach Stuttgart                            |
| Strecke |                                                                | nach Grötzingen                           | nach Grötzingen                           |
| |                                                                |                                           |                                           |
| Quellen: |                                                                |                                           |                                           |

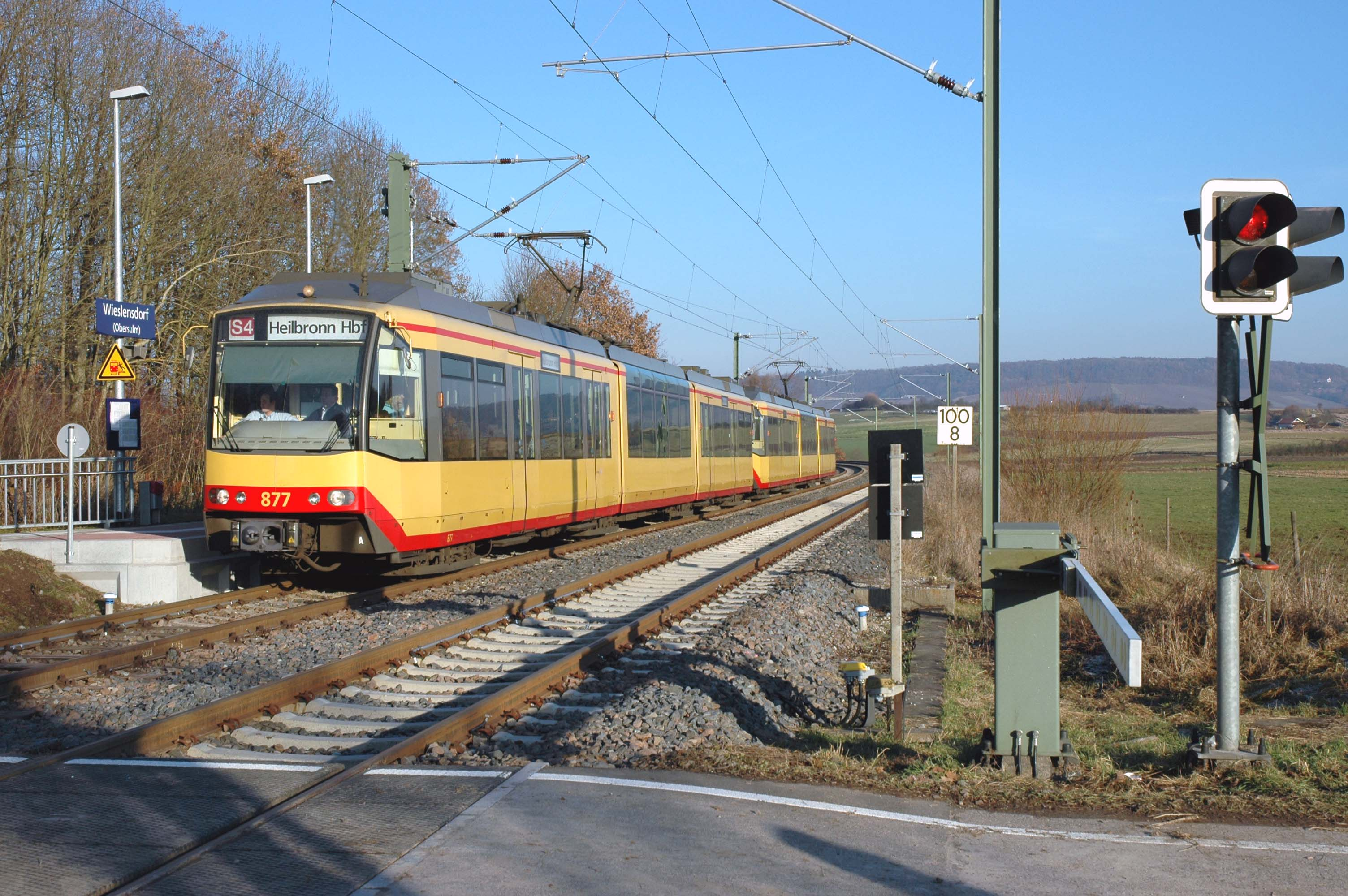
Stadtbahn-Triebwagen am Haltepunkt Wieslensdorf

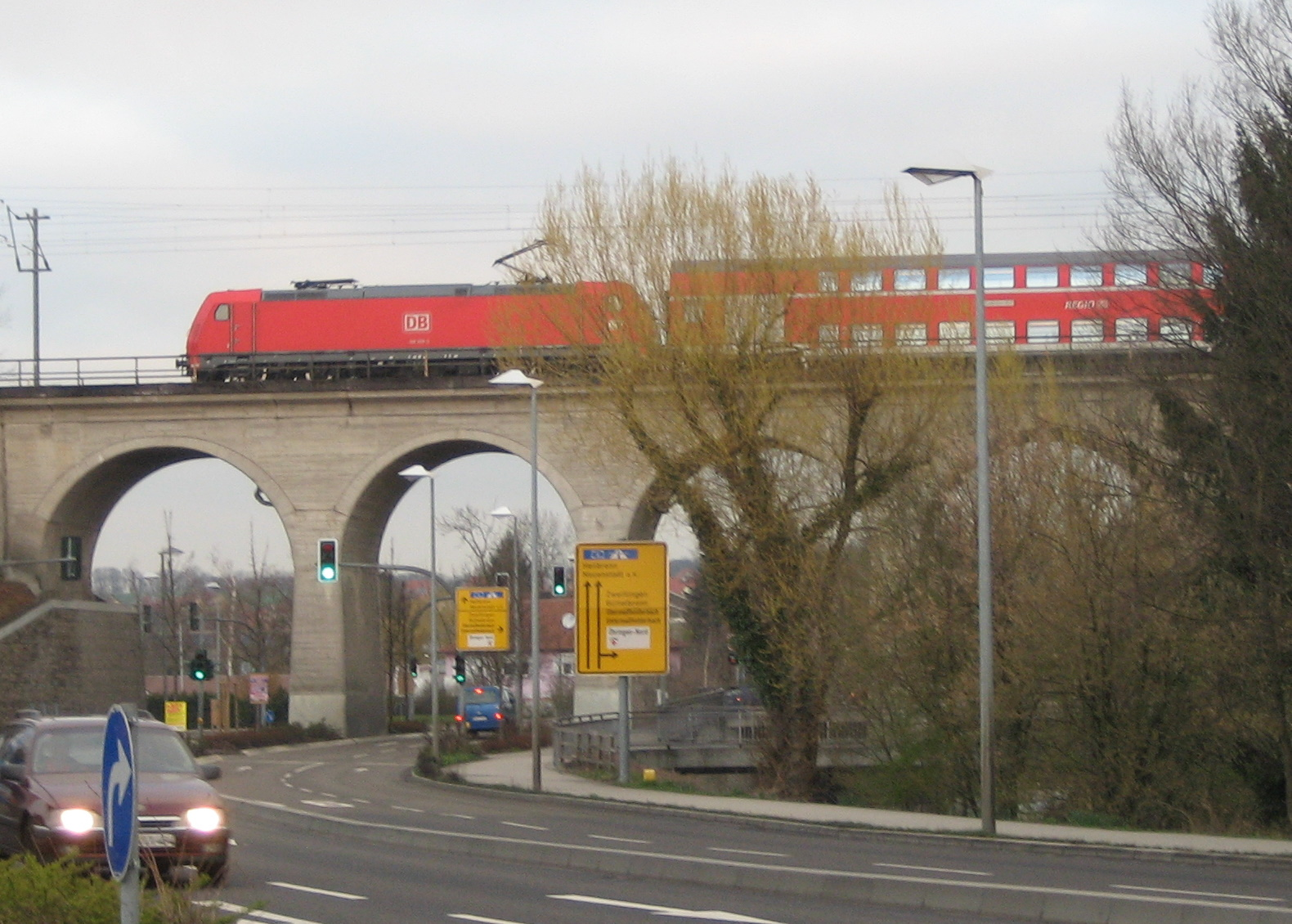
Regional-Express mit Doppelstockwagen auf dem Öhringer Viadukt

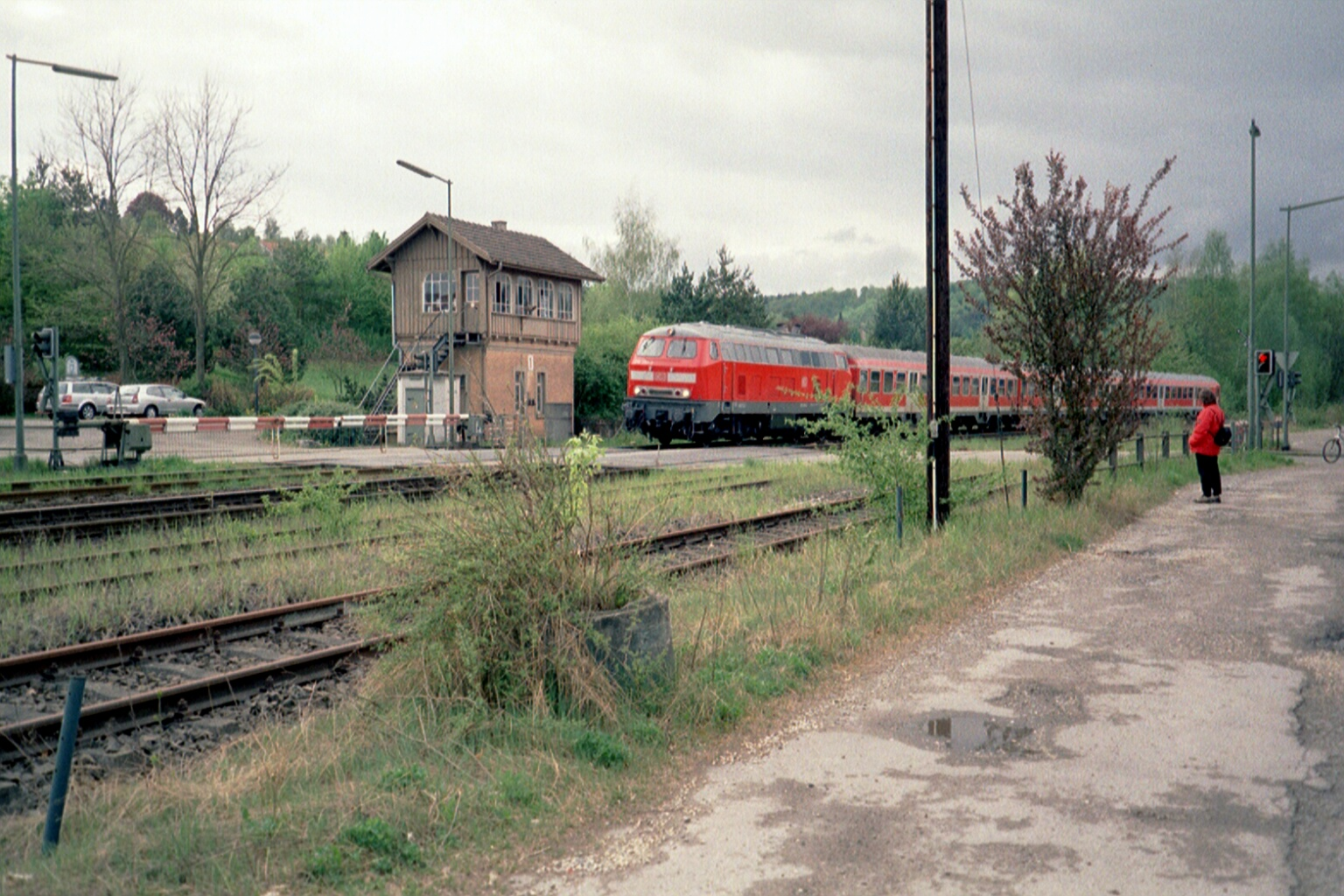
Bahnübergang in Weinsberg 2003, vor der Elektrifizierung

Die Bahnstrecke Crailsheim–Heilbronn ist eine zweigleisige, 88,2 Kilometer lange Hauptbahn im Nordosten Baden-Württembergs, die von Crailsheim nach Heilbronn führt. Die Strecke ist abschnittsweise elektrifiziert. Die Königlich Württembergischen Staats-Eisenbahnen eröffneten die seinerzeit als Kocherbahn bezeichnete Strecke ausgehend von Heilbronn 1862 bis Schwäbisch Hall und 1867 bis Crailsheim. Die Strecke setzt dabei die Kilometrierung der Bahnstrecke Goldshöfe–Crailsheim fort, das heißt Nullkilometer ist der Bahnhof Goldshöfe.
In Anlehnung an den Namen der durchquerten Region Hohenlohe vermarktet die Nahverkehrsgesellschaft Baden-Württemberg das durchgehende Zugangebot auf der Strecke als Hohenlohebahn (Kursbuchstrecke 783), während der Abschnitt bis Schwäbisch Hall-Hessental zusätzlich Teil der Murrbahn (Stuttgart–Crailsheim, Kursbuchstrecke 785) ist.

## Geschichte
Ab 1855 strebte die württembergische Regierung eine Anbindung an die Ludwig-Süd-Nord-Bahn Richtung Nürnberg bei Nördlingen an. Im Februar 1857 setzte sich die Stadt Crailsheim stattdessen für eine Verbindung Nürnberg–Crailsheim–Hall–Backnang–Stuttgart ein, die Stadt Heilbronn argumentierte im März 1857 dafür, die Strecke aus Nürnberg von Crailsheim stattdessen nach Heilbronn zu führen, um mit der dortigen Strecke ins badische Eppingen der geplanten badisch-bayerischen Verbindung von Mannheim über Würzburg nach Nürnberg etwas entgegenzusetzen und die Stadt Hall beanspruchte im gleichen Monat einen Eisenbahnanschluss, da sie die größte und bedeutendste Stadt des Jagstkreises sei. Im April empfahl die württembergische Abgeordnetenkammer den Bau einer Eisenbahnstrecke von Heilbronn über Crailsheim nach Nürnberg und ließ zwei Streckenführungen prüfen: von Heilbronn nach Neckarsulm, entlang des Kochertals nach Künzelsau und dann weiter nach Crailsheim oder ebenfalls über Neckarsulm, dann aber weiter nach Öhringen und von dort über Hall nach Crailsheim.
Im Mai 1858 verwarf das Finanzministerium die Variante über Künzelsau und legte sich auf eine Streckenführung über Öhringen und Hall fest, stellte aber zur Diskussion ob die Verbindung von Heilbronn nach Öhringen über Neckarsulm oder über Weinsberg erfolgen sollte. Die Stadt Heilbronn argumentierte dabei für die Variante über Weinsberg, auch weil man die Konkurrenz durch einen möglichen Hafen in Neckarsulm befürchtete. Am 25. Mai schloss sich die Ständeversammlung der Empfehlung des Ministeriums an und sprach sich mit großer Mehrheit dafür aus, einen Verlauf über Weinsberg zu prüfen. Im September beschloss der Heilbronner Gemeinderat, die erforderlichen Grundstücke und Steine kostenfrei zur Verfügung zu stellen, wenn die Strecke über Weinsberg geführt, zwischen Heilbronn und Weinsberg kein Bahnhof errichtet und auch keine Stichstrecke von Weinsberg nach Neckarsulm gebaut werden würde. Im Oktober kam das Finanzministerium zu dem Schluss, dass die Streckenführung über Weinsberg volkswirtschaftlich vorteilhaft wäre, im November entschied König Wilhelm I. sich für Weinsberg. Dabei spielte wohl auch eine Rolle, dass Neckarsulm bereits mit der Strecke nach Neckarelz einen Bahnanschluss erhielt, während Weinsberg völlig leer ausgegangen wäre.
Planung und Bau der Strecke wurden durch Carl Julius Abel geleitet. Der erste Spatenstich erfolgte am 9. August 1859 in Heilbronn, im Oktober begannen die Bauarbeiten am ursprünglich gar nicht vorgesehenen Weinsberger Tunnel. Der Streckenabschnitt Heilbronn–Schwäbisch Hall wurde am 2. August 1862 eröffnet, der Abschnitt Schwäbisch Hall–Crailsheim am 10. Dezember 1867. Obwohl keine Kapazitätsprobleme bestanden wurde die ursprünglich eingleisige Strecke 1887 bis 1890 aus militärischen Gründen zweigleisig ausgebaut, das Deutsche Reich übernahm 80 % der dafür nötigen Kosten.
Die neugebaute Bahnstrecke Waiblingen–Schwäbisch Hall-Hessental wurde 1879 an die Kocherbahn in der damaligen Nachbargemeinde Hessental angeschlossen und nicht am Bahnhof der Stadt Schwäbisch Hall selbst. Dies war für die Stadt nachteilig, wurde doch für die Fahrt nach Stuttgart der Umweg über Hessental erforderlich. Andererseits verkürzte sich hierdurch die Verbindung Stuttgart–Nürnberg. Hessental entwickelte sich in der Folge zum wichtigeren Bahnhof im heutigen Schwäbisch Hall, obwohl er von der Innenstadt circa vier Kilometer entfernt liegt.
Um 1980 wurden etliche Stationen zwischen Crailheim und Öhringen aufgelassen, um auch auf diesem Abschnitt das sogenannte eilzugmäßige Fahren einführen zu können.
Im Bundesverkehrswegeplan 1985 war der Abschnitt Crailsheim–Schwäbisch Hall-Hessental als Teil der Ausbaustrecke Nürnberg–Stuttgart enthalten. Im Rahmen des Projektes waren zwischen Schwäbisch Hall-Hessental und Crailsheim Linienverbesserungen und Signalanpassungen vorgesehen, um die Streckengeschwindigkeit auf maximal 200 km/h zu erhöhen. Das Projekt wurde in den folgenden Bundesverkehrswegeplan 1992 nicht übernommen.
Der Abschnitt Crailsheim–Schwäbisch Hall-Hessental wurde bis 1996 in Zusammenhang mit dem Ausbau der Bahnstrecken Backnang–Ludwigsburg und Waiblingen–Schwäbisch Hall-Hessental elektrifiziert.
Für die Erweiterung der Heilbronner Stadtbahn erfolgte bis Dezember 2005 die Elektrifizierung der Strecke im Bereich Heilbronn–Cappel. In diesem Zusammenhang entstanden darüber hinaus acht neue Haltepunkte. Auf die Errichtung des ursprünglich geplanten Haltepunktes Öhringen Römerwall wurde dabei verzichtet. Zur Anbindung der Innenstadtstrecke der Heilbronner Stadtbahn wurde westlich des Haltepunktes Heilbronn Trappensee ein Abzweig angelegt. Um eine kostengünstigere Durchführung der Bauarbeiten zu ermöglichen, ruhte von Juni 2003 bis Dezember 2005 der gesamte Schienenverkehr zwischen Heilbronn und Cappel. Nach Angaben der Deutschen Bahn konnten hierdurch Mehrkosten in Höhe von vier Millionen Euro vermieden werden. Ebenfalls rund vier Millionen Euro konnten durch den Verzicht höhenfreier Bahnsteigzugänge in den Bahnhöfen Weinsberg und Öhringen eingespart werden. Trotz dieser Maßnahmen kam es wiederholt zu ungeplanten Kostensteigerungen und Verzögerungen beim Umbau der Strecke. Der Umbau kostete etwa 60,3 Millionen €.
Im Zuge des Umbaus entstand auch der neue Bedarfs-Haltepunkt Wieslensdorf dessen zwei Bahnsteige mit jeweils 15 Metern Länge bis heute die kürzesten im Netz der Deutschen Bahn sind.
Von Mitte März bis Anfang Juni 2013 wurde der Bahnsteig des Bahnhofs Schwäbisch Hall modernisiert und erhielt eine Höhe von 55 Zentimetern.

## Personenverkehr
Zwischen Cappel und Heilbronn Trappensee verkehren werktags Stadtbahnzüge der Linie S4 im Halbstundentakt (sonntags stündlich). Nach diesem Haltepunkt werden die Triebwagen auf die Heilbronner Innenstadtstrecke geleitet und verkehren teilweise über die Kraichgaubahn weiter nach Karlsruhe. Die Albtal-Verkehrs-Gesellschaft (AVG) setzt hierfür Fahrzeuge vom Typ GT8-100D/2S-M sowie ET 2010 ein.
Von Heilbronn nach Crailsheim verkehren täglich Regional-Express-Züge der Linie RE 80 im Zweistundentakt. Im Abschnitt Heilbronn-Schwäbisch Hall-Hessental werden diese täglich durch zweistündlich verkehrende Regionalbahnen der Linie RB 83 ergänzt. Eine weitere Regionalbahn-Linie verdichtet den Abschnitt Schwäbisch Hall-Hessental-Öhringen montags bis freitags während den Tagesrandlagen sowie am Wochenende auf einen Stundentakt. Hierfür werden von der Westfrankenbahn modernisierte Dieseltriebwagen der Baureihe 642 eingesetzt. Als Verlängerung der Regionalbahn-Linie MEX 18 verkehrt ein Zug pro Richtung der SWEG Bahn Stuttgart zwischen Heilbronn und Öhringen mit Triebwagen vom Typ Bombardier Talent 3. Zwischen Schwäbisch Hall-Hessental und Crailsheim verkehren zudem täglich im Zweistundentakt Regional-Express-Züge der Linie RE 90, die von Stuttgart nach Nürnberg durchgebunden werden. Die Arverio Baden-Württemberg setzt hierfür Triebfahrzeuge vom Typ Stadler Flirt 3XL ein. In diesem Abschnitt verkehren zudem einzelne Regionalbahnen der Linie MEX 90, die von der DB Regio Baden-Württemberg betrieben wird.
Laut Erhebungen der Albtal-Verkehrs-Gesellschaft nutzten 2008 täglich 13.400 Fahrgäste die Stadtbahnen auf der Strecke zwischen Heilbronn und Öhringen. Im Jahr 2017 wurden im Abschnitt zwischen Heilbronn und Weinsberg täglich 6.287 Fahrgäste gezählt, zwischen Weinsberg und Eschenau 5.470 Passagiere und zwischen Eschenau und Öhringen 3.087. Die Fahrten der DB Regio wurden 2008 täglich von rund 700 Fahrgästen genutzt, vor der Stadtbahneinführung im Jahr 2002 waren es 585.

## Güterverkehr
Von der Wiedereröffnung der Strecke zwischen Öhringen und Heilbronn im Dezember 2005 bis 2013 wurde der Öhringer Verpackungs-Hersteller Huber von Heilbronn aus mit einer Rangierlokomotive bedient, die Anschlussweiche wurde 2022 entfernt. Nur zwischen Crailsheim und Hessental gibt es planmäßig durchgehende Güterzüge in der Relation Nürnberg–Kornwestheim Rbf. Auf dem Abschnitt Heilbronn–Hessental verkehren bedarfsorientiert durchgehende, dieselgeführte Güterzüge von privaten Eisenbahnverkehrsunternehmen. Diese beschränken sich jedoch auf wenige Fahrten in der Woche oder gar im Monat.

## Ausblick

### Abschnitt Öhringen–Schwäbisch Hall
Das 2018 vom Ministerium für Verkehr Baden-Württemberg vorgestellte Elektrifizierungskonzept für das Schienennetz in Baden-Württemberg sah mittelfristig die Elektrifizierung des Abschnittes zwischen Öhringen-Cappel und Schwäbisch Hall-Hessental vor. Eine Machbarkeitsstudie ergab, dass vier Tunnel bei Schwäbisch Hall nicht die für eine Elektrifizierung erforderliche Höhe hätten. Eine Studie von 2012 kam zu dem Schluss, dass nicht zuletzt auf Grund der deshalb nötigen Tunnelmodernisierungen eine Elektrifizierung zwischen Öhringen und Schwäbisch Hall ein negatives Kosten-Nutzen-Verhältnis hatte. Eine Elektrifizierung zwischen Öhringen und Waldenburg (Württ) mit sechs neuen Haltepunkten wurde jedoch positiv bewertet, ebenso eine „Dieselstadtbahn“ zwischen Öhringen und Schwäbisch Hall-Sulzdorf. Auch das vom Bund beauftragte Gutachten „Elektrische Güterbahnen“, lehnte 2021 eine Elektrifizierung als unwirtschaftlich ab. Das Land Baden-Württemberg kündigte daraufhin eine Machbarkeitsstudie zu dieser Elektrifizierung an.
Eine ab Waldenburg (Württ) mögliche Anbindung Künzelsaus über die frühere Kochertalbahn beschloss der Hohenloher Kreistag wegen prognostizierter ungenügender Wirtschaftlichkeit 2012 nicht weiter zu verfolgen.
Eine 2021 veröffentlichte Studie der TU Dresden ergab, dass im Schwäbisch Haller Bereich drei der vier Tunnel sowie eine Straßenüberführung nicht die für eine Elektrifizierung erforderliche Höhe haben. Dabei handelt es sich um den Gottwollshauser Tunnel, den Haller Tunnel, die Straßenüberführung Hagenbacher Steige sowie den Hessentaler Tunnel. Das Hauptproblem liegt hier im Regellichtraum bei Oberleitung (§ 9 EBO), der für den sicheren Stromabnehmerdurchgang freizuhalten ist. Der Tullauer Tunnel, der sich in unmittelbarer Nähe zum Tullauer Viadukt befindet, weist bereits die notwendigen Maße auf und muss für eine Elektrifizierung nicht umgebaut werden. Er wurde bereits im Jahr 1977 im Rahmen eines Brückenneubaus des Tullauer Viaduktes tiefer gelegt und weist auch nach heutigen Vorgaben die notwendigen Maße für eine Oberleitung nach Regelbauart auf. Als zwingend erforderliche Vorarbeit für eine Elektrifizierung muss neben der Ertüchtigung der genannten Bauwerke auch der Unterbau grundlegend saniert werden. Die Erdbauwerke der über 160 Jahre alten Strecke sind stark sanierungsbedürftig. Dies liegt daran, dass Mitte des 19. Jahrhunderts, als die Strecke gebaut wurde, Erdbauwerke nicht so verdichtet werden konnten, wie es heute möglich ist. Zudem wurden beim Bau der Erdbauwerke aus heutiger Sicht ungünstige Neigungswinkel gewählt. Im Lauf der Zeit wurden die Verkehrslasten höher, d. h. die Züge wurden schneller und schwerer. Der Gleisabstand wurde von 3,50 m auf 4,00 m aufgeweitet, während an den Erdbauwerken nichts verändert wurde. Eine grundlegende Sanierung wird bis in die 2030er-Jahre zwingend erforderlich, unabhängig davon, ob die Strecke elektrifiziert wird. Im Umkehrschluss dürfen Mastfundamente für die Elektrifizierung erst gegründet werden, wenn eine Unterbau-Sanierung im Gange bzw. abgeschlossen ist.
Eine 2023 veröffentlichte Machbarkeitsstudie kommt vor dem Hintergrund überarbeiteter Bewertungskriterien zu einem positiven Kosten-Nutzen-Quotienten von 1,4 für die Elektrifizierung zwischen Öhringen und Schwäbisch Hall und 1,47 bei gleichzeitiger Reaktivierung der Kochertalbahn. Das Projekt wäre also grundsätzlich förderfähig, zuvor müsse jedoch die, auch finanzielle, Beteiligung der Gemeinden und Kreise geklärt werden.
Am 20. Oktober 2023 beschloss der Deutsche Bundestag, das als ABS Öhringen – Schwäbisch Hall bezeichnete Vorhaben in den potenziellen Bedarf des Bedarfsplans für die Bundesschienenwege aufzunehmen.

### Abschnitt Schwäbisch Hall–Crailsheim
Im Bundesverkehrswegeplan 2030 ist in Zusammenhang mit den Bahnstrecken Waiblingen–Schwäbisch Hall-Hessental und Nürnberg–Crailsheim ein Ausbau der Strecke zwischen Schwäbisch Hall-Hessental und Crailsheim vorgesehen, um die Fahrzeit zwischen Stuttgart und Nürnberg zu verkürzen. Dabei ist zwischen Backnang und Ansbach die Ausrüstung für den Einsatz von Neigetechnikzügen vorgesehen, die auf der kurvenreichen Strecke mit höheren Geschwindigkeiten verkehren können.
Der im Juni 2020 vorgelegte 3. Gutachterentwurf für einen Deutschland-Takt sieht eine stündliche Linie des Fernverkehrs oder schnellen Regionalverkehrs zwischen Nürnberg und Stuttgart mit einer Fahrzeit von 2 Stunden und 21 Minuten vor. Die Züge sollen dabei nach Zürich durchgebunden werden.
Die Industriestammgleisanlage Crailsheim-Flügelau ist seit 2019 stillgelegt und soll zurückgebaut werden.
Am Haltepunkt Eckartshausen-Ilshofen sollen zwei Bahnsteige auf eine Länge von 220 m und eine Höhe von 76 cm erneuert werden. Die Bauleistungen wurden im Mai und Juni 2022 ausgeschrieben.